# Ключ 120
Ключ 120 (трад. 糸 упр. 糹,纟) — ключ Канси со значением «шёлк»; один из 29-и, состоящих из 6-и черт.
В словаре Канси есть 823 символа (из 49 030), которые можно найти c этим ключом.

## История
Изначально словарь состоял из 540 идеограмм, но впоследствии был отредактирован и уменьшен (путем исправления ошибок и упразднения ненужных ключей) до классического ныне существующего списка в 214 иероглифических ключа, среди которых идеограмма 糸 в переводе с кит. — «шёлк» отображала выделяемую нить гусеницей тутового шелкопряда. В современном варианте ключ имеет значения, аналогичные древним изображениям и имеют отношение к шёлку, нитям и веревкам. Это часто употребляемый иероглиф и он имеет упрощённые встраиваемые варианты: 糹и 纟.

### Древние изображения
Древние изображения современного варианта иероглифического ключа помогают понять изначальное значение, задуманное предками.

Вид в Цзягувэнь
Вид в Цзиньвэнь
Вид в малой печати Чжуаньшу

## Значение
В современном китайском языке данный иероглифический ключ встречается редко и имеет следующие значения:
1. Шёлк
2. Текстиль, ткань
3. Все виды нитей, верёвок, лесок

## Порядок написания
Традиционно техника азиатской каллиграфии соблюдает следующие правила последовательности написания в порядке значимости:
1. Сверху вниз
2. Слева направо
3. Пишутся сначала горизонтальные, потом вертикальные и далее откидные черты
4. Если нижняя горизонтальная черта не пересекается вертикальной, то пишется в конце
5. При написании откидных черт сначала идёт откидная влево, затем откидная вправо
6. При наличии охватывающих черт сначала пишутся внешние, затем внутренняя часть иероглифа
7. Замыкающая черта охватывающих черт пишется в последнюю очередь
8. Вертикальная черта в центре пишется первой, если она не пересекается горизонтальными чертами
9. Правая точка всегда пишется последней

Ниже представлены изображения последовательности написания упрощенных встраиваемых форм ключа.

Гонконг, Тайвань
Материковая часть Китая

## Варианты написания
Варианты написания данного ключа отличаются в зависимости от региона.
| Традиционный вид Словарь Канси | Гонконг, Тайвань | Материковая часть Китая |
| ------------------------------ | ---------------- | ----------------------- |
| 糸                             | 糹               | 纟                      |

- Примечание: Ваш браузер может отображать иероглифы неправильно.

## Варианты прочтения
Данный иероглифический ключ используется в письменности Китая, Тайваня, Японии, Кореи, Вьетнама и имеет разные варианты прочтения, произношения и написания, в зависимости от региона, языка и наречий:
- кит. трад. 糸, упр. 糹,纟, пиньинь mì, ми
- яп. 糸偏, itohen, итохен
- яп. ベキ, beki, беки
- яп. ミャク, myaku, мьяку
- кор. 가는 실 ganeun sil, ганюн силь?, 멱 myeok, мьёк?

## Примеры иероглифов
В данной таблице представлен примерный список иероглифов с использованием ключа.
| Доп. черт | Иероглифы |
| --------- | --- |
| 0         | 糸 糹 |
| 1         | 糺 系 |
| 2         | 糼 糽 糾 糿 𥾋 䊵 |
| 3         | 紀 紁 紂 紃 約 紅 紆 紇 紈 紉 𥾗 𥾘 䊶 䊷 䊸 䊹 |
| 4         | 紊 紋 紌 納 紎 紏 級 紛 紜 紝 紞 紟 紐 紑 紒 紓 純 紕 紖 紗 紘 紙 素 紡 索 紣 紤 紥 紦 𥾛 𥾵 𥾽 𥾾 𥾿 𥿀 𥿁 𥿂 䊺 䊻 䊼 䊽 䊾 䊿 䋀 䋁 䋂 䋃 䋄 䋅 䋆 䋇 紐 索 |
| 5         | 紪 紫 紬 紭 紮 累 紺 紻 紼 紽 紾 紿 絊 絋 経 紨 紩 細 紱 紲 紳 紴 紵 紶 紷 紸 紹 絀 絁 終 絃 組 絅 絆 絇 絈 絉 𥿔 𥿗 𥿠 𥿡 𥿢 𥿣 𥿤 𥿥 䋈 䋉 䋊 䋋 䋌 䋍 䋎 䋏 䋐 䋑 䋒 䋓 䋔                                                                                     |
| 6         | 絣 絍 絎 絏 絚 絜 絝 絞 絟 絪 絫 絬 絭 絮 絯 結 絑 絒 絓 絔 絕 絖 絗 絘 絙 絠 絡 絢 絣 絤 絥 給 絧 絨 絩 絰 統 絲 絳 絴 絵 絶 絷 绑 𥿺 𥿻 䋕 䋖 䋗 䋘 䋙 䋚 䋛 䋜 䋝 䋞 𦀊 𦀋 𦀌 𦀍 𦀎 𦀏 𦀅 𦀐 𦀑                                                                |
| 7         | 絺 絻 絼 絽 絾 絿 綊 綋 綌 綍 綎 綏 続 綛 絸 絹 綀 綁 綂 綃 綄 綅 綆 綇 綈 綉 綐 綑 綒 經 綔 綕 綖 綗 綘 継 緐 䋟 䋠 䋡 䋢 䋣 䋤 䋥 䋦 𦀚 𦀪 𦀫 𦀺 𦀻 𦀼 𦀽 𦀾 𦀿 𦀖 𦀗 𦀡 𦀨 𦀩 𦀴 𦀵 𦀹 𦁀 𦁁 𦁂 𦁅 絛                                                          |
| 8         | 緇 綜 綝 綞 綟 綠 緑 綡 綢 綣 綤 綥 綦 綧 綨 綩 綪 綫 綬 維 綮 綯 綰 綱 網 綳 綴 綵 綶 綷 綸 綹 綺 綻 綼 綽 綾 綿 緀 緁 緂 緃 緄 緅 緆 緇 緈 緉 緊 緋 緌 緍 緎 総 緒 緔 緕 䋧 䋨 䋩 䋪 䋫 䋬 䋭 䋮 䋯 䋰 䋱 䋲 𦁺 𦁻 𦁼 𦁽 𦁾 𦁿 𦁈 𦁠 𦁢 𦁣 𦁤 𦁸 𦁹 綾          |
| 9         | 䌁 縂 緓 緖 緗 緘 緙 線 緛 緜 緝 緞 緟 締 緡 緢 緣 緤 緥 緦 緧 編 緩 緪 緫 緬 緭 緮 緯 緰 緱 緲 緳 練 緵 緶 緷 緸 緹 緺 緻 緼 緽 緾 緿 縀 縁 縂 縃 縄 縅 縆 縇 䋳 䋴 䋵 䋶 䋷 䋸 䋹 䋺 䋻 䋼 䋽 䋾 䋿 𦂤 𦂥 𦂺 𦂻 𦂼 𦂽 𦂾 𦂿 𦃀 䌀 䌁 䌂 䌃 䌄 𦂁 𦂃 𦂅 𦂈 𦂗 練 |
| 10        | 縊 縋 縌 縍 縎 縏 縚 縛 縜 縝 縞 縟 縈 縉 縐 縑 縒 縓 縔 縕 縖 縗 縘 縙 縠 縡 縢 縣 縤 縥 縦 縧 縨 𦃐 𦃭 𦃮 𦃯 𦃾 𦃿 䌊 䌋 䌅 䌆 䌇 䌈 䌉 䍀 𦄀 𦄁 𦄃 𦄄 𦄅 𦄆 𦄇 𦄈 縉                                                                                           |
| 11        | 繅 縪 縫 縬 縭 縮 縯 縺 縻 縼 總 績 縿 繊 繌 繍 縩 縰 縱 縲 縳 縴 縵 縶 縷 縸 縹 繀 繁 繂 繃 繄 繅 繆 繇 繉 䌌 䌍 䌎 䌏 𦄌 𦄞 𦄺 𦄻 䌐 䌑 䌒 䌓 䌔 䌕 𦄂 𦄓 𦄠 𦄡 𦄣 𦄴 𦄵 𦄶 𦄷 𦄸 𦄹 縷 繁                                                                      |
| 12        | 繎 繏 繚 繛 繜 繝 繞 繟 繈 繐 繑 繒 繓 織 繕 繖 繗 繘 繙 繠 繡 繢 繣 繤 繥 繧 繱 䌚 䌛 𦄾 𦄿 𦅚 𦅛 𦅜 𦅭 𦅮 𦅯 䌖 䌗 䌘 䌙 𦅙 𦅰 𦅱 𦅲 𦅴 |
| 13        | 繪 繫 繋 繬 繭 繮 繯 繺 繦 繨 繩 繰 繲 繳 繴 繵 繶 繷 繸 繹 䌜 䌝 䌞 䌟 𦆚 䌠 䌡 䌢 𦆙 |
| 14        | 繻 繼 繽 繾 繿 纀 纁 纂 纃 𦆭 𦆮 𦆲 𦆹 𦆺 𦆟 䌣 䌤 䌥 䌦 䌧 辮 |
| 15        | 纊 纋 續 纍 纎 纏 纄 纅 纆 纇 纈 纉 纐 𦇇 𦇒 䌨 䌩 |
| 16        | 纑 纒 𦇝 䌪 䌫 䌬 䌭 |
| 17        | 纓 纔 纕 纖 𦇮 䌮 |
| 18        | 纗 䌯 䌰 䌱 䌲 |
| 19        | 䌴 纚 纛 纘 纙 䌳 |
| 21        | 纜 纝 䌵 𦈂 |
| 23        | 纞 |

- Примечание: Ваш браузер может отображать иероглифы неправильно.